# Alto del Cabro (Santurce)
|                                                  |                                                         |
| Coordenadas                                      | 18°27′13″N 66°4′32″O / 18.45361, -66.07556              |
| Entidad • País • Territorio • Municipio • Barrio | Sub-barrio Estados Unidos Puerto Rico San Juan Santurce |
| Superficie                                       | 0,16 km² (0,06 mi²)                                     |
| Población • Densidad poblacional                 | 1164 (2000) 7427,4 km² (19 236,9 mi²)                   |

Alto del Cabro es uno de los cuarenta «sub-barrios» de Santurce, en el municipio de San Juan, Puerto Rico. De acuerdo con el censo del año 2000, este sector contaba con 1164 habitantes y un área de 0,16 km².